# Duplin megye
Duplin megye az Amerikai Egyesült Államokban, azon belül Észak-Karolina államban található. Megyeszékhelye Kenansville, legnagyobb városa Wallace. Lakosainak száma 48 715 fő (2020. április 1.). Duplin megye Wayne, Lenoir, Jones, Onslow, Pender és Sampson megyékkel határos.

## Népesség
A megye népességének változása:
| Lakosok száma | 58 710 | 59 611 | 60 005 | 60 084 | 59 159 | 48 715 |
|               | 2010   | 2011   | 2012   | 2013   | 2015   | 2020   |